# Ptilostemon gnaphaloides
Ptilostemon gnaphaloides ist eine Pflanzenart aus der Familie der Korbblütler (Asteraceae). Sie wächst auf felsigen Standorten im zentralen und östlichen Mittelmeerraum.

## Beschreibung
Ptilostemon gnaphaloides ist ein unbewehrter, kleiner Strauch mit rundlichem Umriss und Wuchshöhen zwischen 50 und 120 Zentimetern. Die linealischen, 10 bis 15 cm langen, meist nur 1 bis 2 Millimeter breiten Laubblätter sind ganzrandig und am Rand etwas umgerollt und laufen allmählich in eine pfriemliche Spitze aus. An den blühenden Trieben sind die Blätter am Grund leicht verbreitert, stachelspitzig und kürzer als die restlichen Blätter. Sie besitzen auf beiden Seiten meist ein oder zwei nebenblattähnliche schmale, am Grund bedornte Fransen, die bei der Unterart gnaphaloides 0,3 bis 2, selten bis 4 Millimeter, bei der Unterart pseudofruticosus 1 bis 5, selten bis 9 Millimeter lang sind.
Die Blühtriebe erreichen Längen von 30 bis 60 Zentimetern. Zwei bis zehn Blütenkörbe sind unregelmäßig schirmförmig angeordnet. Die flaumige bis filzige Korbhülle hat bei der Unterart gnaphaloides einen Durchmesser von 16 bis 22 Millimetern, bei der Unterart pseudofruticosus von 18 bis 26 Millimetern. Die mittleren Hüllblätter besitzen ein schlankes, aufrecht-abstehendes Anhängsel, dessen Länge bei der Unterart gnaphaloides 2 bis 4 Millimeter, bei der Unterart pseudofruticosus 4 bis 8 Millimeter beträgt und nur bei dieser Unterart in einen 1 bis 3 Millimeter langen Dorn ausläuft. Die 18 bis 23 Millimeter langen Blüten sind purpurn, rosa oder weißlich gefärbt. Die Anhängsel der Staubbeutel sind gleichmäßig gebändert. Die Pappushaare der inneren Blüten weisen bärtige Spitzen auf.
Ptilostemon gnaphaloides subsp. gnaphaloides blüht von April bis Juni, die Unterart pseudofruticosus von Mai bis Juni.

## Vorkommen
Diese Art besitzt ein sehr zersplittertes Verbreitungsgebiet im zentralen und östlichen Mittelmeerraum. Beide Unterarten wächsen in Spalten senkrechter Kalkfelswände, seltener auch in weniger steilen Lagen auf trockenem Schotter oder in trockenem mediterranem Buschland, in Höhenlagen von Meereshöhe bis 750 m.

## Systematik
Es werden zwei Unterarten unterschieden:
- Ptilostemon gnaphaloides (Cirillo) Soják subsp. gnaphaloides: Sie kommt in Süditalien (Kalabrien), auf der Insel Korfu und in einem kleinen Areal in den küstennahen Gebirgen der Cyrenaika (Libyen)[2][6] vor, sie ist in Südfrankreich stellenweise eingebürgert.[5] Auch für die Toskana wird diese Unterart angegeben.[7] Die Chromosomenzahl beträgt 2n = 32.[8]
- Ptilostemon gnaphaloides subsp. pseudofruticosus (Pamp.) Greuter. Sie ist weiter östlich verbreitet und kommt auf der Halbinsel Sithonia (Chalkidike), in Mittelgriechenland, auf Euböa, dem Peloponnes, in der Sfakia (Kreta), auf der Insel Ikaria und in der Umgebung von Bodrum (Südwest-Anatolien)[9] vor.[2]

Nach der klassischen Monographie von Werner Greuter bildet Ptilostemon gnaphaloides gemeinsam mit Ptilostemon chamaepeuce die Sektion Ptilostemon in der Untergattung Ptilostemon. Eine dritte Art, Ptilostemon greuteri, im Jahr 2006 neu beschrieben und nur ein winziges Areal in den Bergen nahe Trapani (Sizilien) besiedelnd, wurde auf Grund des allen drei Arten gemeinsamen strauchigen Wuchses zunächst hier angeschlossen. In einer phylogenomischen Studie (Analyse der Verwandtschaftsverhältnisse anhand des Vergleichs homologer DNA-Sequenzen) wurde die enge Verwandtschaft von Ptilostemon gnaphaloides und Ptilostemon chamaepeuce (als Schwesterarten) bestätigt, Ptilostemon greuteri erwies sich aber als nicht nahe verwandt mit diesen.

## Belege
1. 1 2 3 4 5 6  Werner Greuter: Ptilostemon. In: Peter Hadland Davis (Hrsg.): Flora of Turkey and the East Aegean Islands. Vol. 5 (Compositae). Edinburgh University Press, Edinburgh 1975, ISBN 0-85224-280-8, S. 415–419 (englisch).
2. 1 2 3 4 5 6 7 8  Werner Greuter: Monographie der Gattung Ptilostemon (Compositae). In: Boissiera. Band 22, 1973, S. 1–215.
3. 1 2  Klaus Werner: 121. Ptilostemon. In: T. G. Tutin, V. H. Heywood, N. A. Burges, D. M. Moore, D. H. Valentine, S. M. Walters, D. A. Webb (Hrsg.): Flora Europaea. Volume 4: Plantaginaceae to Compositae (and Rubiaceae). Cambridge University Press, Cambridge 1976, ISBN 0-521-08717-1, S. 242 (englisch, eingeschränkte Vorschau in der Google-Buchsuche).
4. ↑  Ralf Jahn, Peter Schönfelder: Exkursionsflora für Kreta. Mit Beiträgen von Alfred Mayer und Martin Scheuerer. Eugen Ulmer, Stuttgart (Hohenheim) 1995, ISBN 3-8001-3478-0, S. 323.
5. 1 2  Werner Greuter: Compositae (pro parte majore). In: Werner Greuter, Eckhard von Raab-Straube (Hrsg.): Compositae. Euro+Med Plantbase - the information resource for Euro-Mediterranean plant diversity. Ptilostemon gnaphaloides. Berlin 2006+.
6. ↑  Tarek A. Mukassabi, Gousn Ahmidat, Imhamed M. Sherif, Abdusslam Elmogasapi, Peter A. Thomas: Checklist and life forms of plant species in contrasting climatic zones of Libya. In: Biological Diversity and Conservation. Band 5, Nr. 3, 2012, S. 1–12 [(http://www.biodicon.com/YayinlananMakaleler/1.%20250-0612.%20Peter.pdf PDF-Datei)].
7. ↑  Fabio Conti, Giovanna Abbate, Alessandro Alessandrini, Carlo Blasi (Hrsg.): An annotated checklist of the Italian vascular flora. Palombi, Roma 2005, ISBN 88-7621-458-5, S. 149 (PDF-Datei; 9 MB) (Memento des Originals vom 31. März 2022 im Internet Archive)  Info: Der Archivlink wurde automatisch eingesetzt und noch nicht geprüft. Bitte prüfe Original- und Archivlink gemäß Anleitung und entferne dann diesen Hinweis..
8. ↑  Salvatore Brullo, Anna Guglielmo, Pietro Pavone, Maria Carmen Terrasi: Numeri cromosomici per la flora italiana: 1251-1266. In: Informatore Botanico Italiano. Band 23, Nr. 1, 1991 (publ. 1992), S. 39–47 (zitiert aus: Gianni Bedini, Fabio Garbari, Lorenzo Peruzzi (Hrsg.): Chrobase.it - Chromosome numbers for the Italian flora. (Memento des Originals vom 6. Januar 2013 im Internet Archive)  Info: Der Archivlink wurde automatisch eingesetzt und noch nicht geprüft. Bitte prüfe Original- und Archivlink gemäß Anleitung und entferne dann diesen Hinweis. Pisa 2010+, Zugriff am 21. Juni 2016; Herkunft der Pflanzen: Kalabrien).
9. ↑  Neriman Özhatay, Şükran Kültür, Serdar Aalan: Check-list of Additional Taxa to the Supplement Flora of Turkey IV. In: Turkish Journal of Botany. Band 33, Nr. 3, 2009, S. 191–226, DOI:10.3906/bot-0805-12.
10. ↑  Francesco M. Raimondo, Gianniantonio Domina: Ptilostemon greuteri (Compositae), a new species from Sicily. In: Willdenowia. Band 36, Nr. 1, 2006, S. 169–175, DOI:10.3372/wi.36.36114.
11. ↑  Roser Vilatersana, Núria Garcia-Jacas, Teresa Garnatje, Julian Molero, Gabriella Sonnante, Alfonso Susanna: Molecular Phylogeny of the Genus Ptilostemon (Compositae: Cardueae) and Its Relationships with Cynara and Lamyropsis. In: Systematic Botany. Band 35, Nr. 4, 2010, 907–917, DOI:10.1600/036364410X539952.